# Friedrich Samuel Zickler

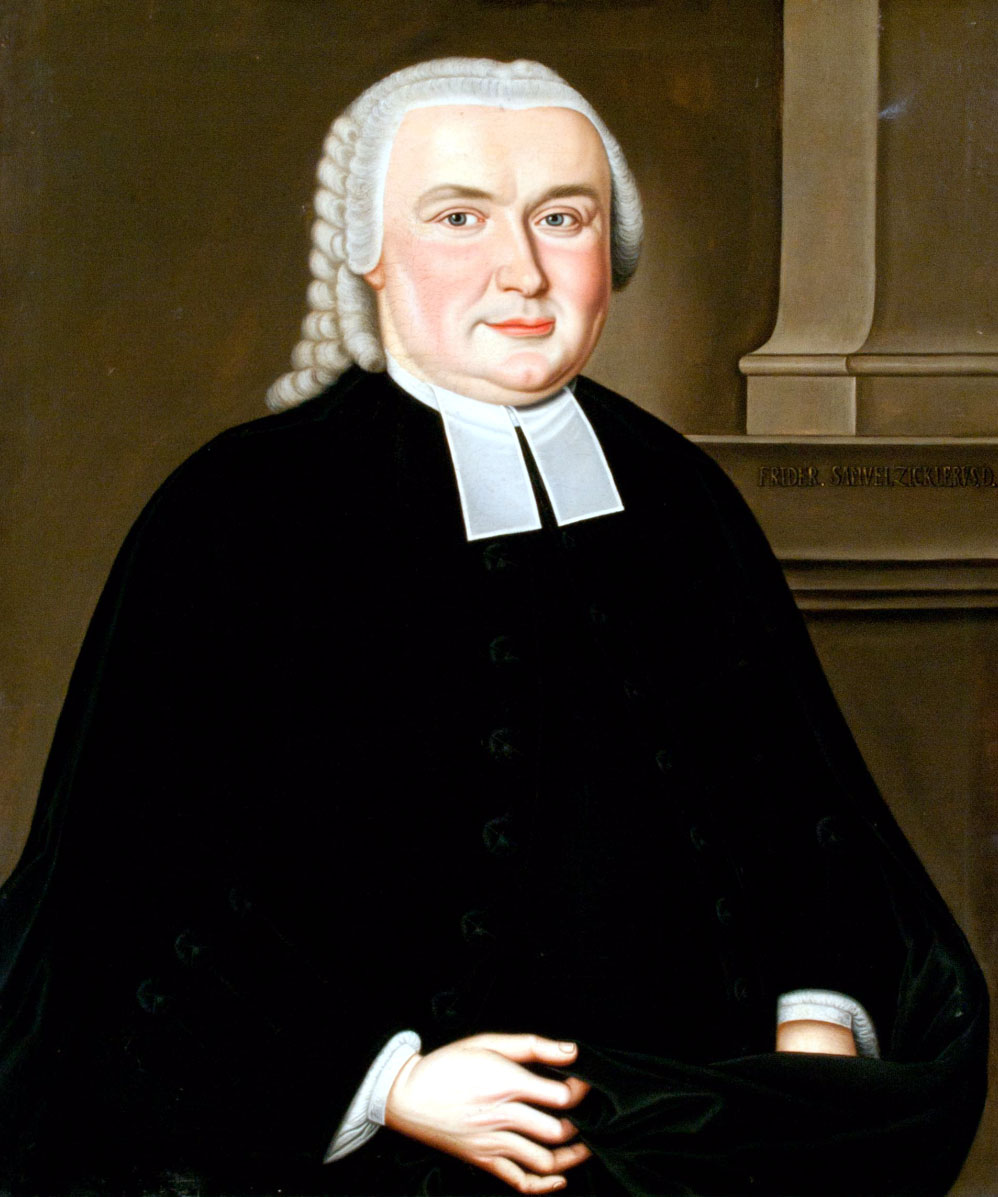
Friedrich Samuel Zickler

Friedrich Samuel Zickler (* 14. November 1721 in Rödigsdorf bei Schwabsdorf; † 23. April 1779 in Jena) war ein deutscher lutherischer Theologe.

## Leben
Friedrich Samuel stammt aus einer thüringischen Pfarrerfamilie. Diesen Beruf ergriff auch sein Vater Samuel Gottfried Zickler (* 12. September 1690 in Schwabsdorf; † 12. Juni 1782 in Bürgel), welcher zur Zeit seiner Geburt als Substitut des Pfarrers in Schwabsdorf in Rödigsdorf agierte. Später wurde dieser 1729 Pfarrer in Schwabsdorf, 1742 Pfarrer in Sulzbach und 1745 Superintendent in Bürgel. Dieser Samuel Gottfried Zickler hatte am 13. November in Rödigsdorf Regina Elisabeth Marggraf (* 8. Mai 1698 in Dornburg/Saale; † 9. Februar 1750 in Bürgel), Tochter des Steuereinnehmers und Bürgermeisters in Dornburg Sebald Marggraf und dessen Frau Martha Reichardt, geheiratet, welche die Mutter von Friedrich Samuel wurde. Nachdem er am Geburtstag seine Taufe in Rödigsdorf erhalten hatte, erhielt er seine anfängliche Ausbildung vom Vater.
Diese wurde 1735 am Gymnasium Weimar unter der Leitung des Rektors Johann Christoph Kiesewetter (1666–1744) fortgesetzt, bevor er 1740 die Universität Jena bezog, wo er ein Studium der Philologie, Philosophie und Theologie absolvierte. Hierzu besuchte er an der philosophischen Fakultät die Vorlesungen von Johann Gottfried Tympe, Johann Peter Reusch, Georg Erhard Hamberger, Joachim Georg Darjes, Karl Gotthelf Müller und Johann Ernst Schubert. In den theologischen Wissenschaften war vor allem Johann Georg Walch ein prägender Lehrer. Dem Wunsch seiner Eltern folgend, erwarb er am 28. Mai 1744 den akademischen Grad eines Magisters der Philosophie und habilitierte sich am 10. Oktober 1744 an der Jenaer Hochschule. Danach wirkte er als Privatdozent, bestand am 15. Juli 1745 sein theologisches Examen und wurde 1747 als Adjunkt an die philosophische Fakultät aufgenommen. 1758 wurde er außerordentlicher Professor der Philosophie und am 6. Februar 1758 promovierte er zum Doktor der Theologie.
1760 wechselte er an die Universität Erlangen, wo er am 27. November die dritte ordentliche Professur der Theologie übernahm und als Dekan der theologischen Fakultät wirkte. Im Folgejahr kehrte er wieder nach Jena zurück, wo er am 1. Oktober die vierte ordentliche Professur der Theologie übernahm. 1768 übernahm er die dritte theologische Professur, wurde 1772 zweiter und 1775 erster ordentlicher Professor der Theologie an der Salana. Als solcher beteiligte er sich auch an den organisatorischen Aufgaben der Hochschule. So war er einige Male Dekan der theologischen Fakultät und in den Wintersemestern 1766, 1768, 1772 sowie 1776 Rektor der Alma Mater. 1758 wurde Zickler Ehrenmitglied der lateinischen Gesellschaft in Jena und 1775 ernannte man ihn zum Kirchenrat von Sachsen-Weimar-Eisenach.
Zickler war verheiratet mit Auguste Friederike Henriette Hartung (1748–1822). Seine Tochter Amalia Augusta Friederika Zickler (1774-?) verheiratete sich mit dem Juristen Dr. Gabriel Christian Anton Haupt (* 27. Mai 1763 in Wismar; † 1. Juni 1818 ebd.).

## Schriften (Auswahl)
- Diss. philologico - exegetica ad vaticinium Jacobaeum Genes. XLIX., 12, multo nigrior oculos vino et dentes lacte candidior. Jena, 1744 (Resp. Christian Friedrich Popp (-1769), Online)
- Commentatio philologico-exegetica ad vaticinium Jacoborum, Gen. 49, 12 : Mulla nigrior oculos vino et dentis lacte candidior. Jena 1745 ()
- Diss. I et II historico - exegeticae, religionem bestiarum ab Aegyptis consecratarum exponentes, ad illusttranda quaedam scripturae sacrae loca. Jena 1745, Jena 1746 (Resp. Johann Friedrich Hauseisen, Online); Umgearbeitet unter dem Titel: Diatribe de Aegyptis bestiarum cultoribus. Jena 1756 (Online)
- Diss. exeg, statum Ecclesiae novi foederis primaevae a Jeremia III, 14. seqq. praedictum exponens. Jena 1747 (Resp. Johann Christian Knickbein, Online)
- Epistola gratulat. der divina Jeremiae ad officium propheticum vocatione, ad illius ipsius Cap. I, 5. Jena 1748
- Divinam Ieremiae ad officium propheticum vocationem ad illustrandum ipsius c. I,5. Jena 1748 (Online)
- Chaldaismus Danielis prophetae, in quo rationem vocum grammaticam fecundum principia Danziana exposuit, in usum auditorum. Jena 1749 (Online)
- Dissertatio Philologica Doctrinam De Vicariis Et Legatis Svb Dvcibvs In Primis Loco Gereschi Occvrrentibvs Exhibens. Jena 1749 (Resp. Henning Friedrich Schroeder, )
- Diss. I fata Ecclesiae N. F. primaevae a Zacharia praedicta cap. XIV, 4. 5. exhibentes. Jena 1750 (Resp.Jacob Friedrich Ackermann, Online)
- Diss. II fata Ecclesiae N. F. primaevae a Zacharia praedicta cap. XIV, 4. 5. exhibentes. Jena 1750 (Resp. Friedrich Wilhelm Schlosser, Online)
- Diss. exegetica naturalem Dei notitiam eamque adquisitam evincens Ps. XIX, 2-7. Jena 1751 (Resp. Martin Nicolaus Hellmann, Online)
- Ausführliche Erklärung der heil. Schrift in der dogmatischen Gottesgelahrheit. – Mit einer Vorrede Joh. Peter Reusch'ens. 1. (Online) und 2. Teil (Online) Jena 1753; 3. Teil, 1. Abschnitt. Jena 1755 (Online), 2. Abschnitt Jena 1757; 4. Teil. Jena 1765 (Online)
- Progr. de Christo e vinculis mortis soluto. Jena 1755
- Diss. inaug. theol. de glorioso Servatoris in coelum adscensu. Jena 1758 (Präsens Johann Christoph Koecher; Online)
- Progr. adit. de satisfactione Messiae piis tantum eius cultoribus salutari, e Ps. XVI., 2–4. Erlangen 1761 (Online)
- Diss. I et II de intercessione Christi sacerdotali. Erlangen 1761 (Resp. Philipp Christoph Graf, Online); Jena 1762 (Online)
- Insigni Spiritus sancti effusio in novo foedere obtinens a Jesaia cap. XXXIV, 2 – 5 praedicta. Erlangen 1761 (Online)
- Progr. raptum Christi in coelum ante auspicium muneris prophetici recens esse Socinianorum commentum. Jena 1761 (Online)
- Progr. de Christo magno ovium pastore a mortuis reduce. Sectio I. Jena 1762; Sectio II. Jena 1764; Sectio III. Jena 1765; Sectio IV. Jena 1766
- Diss. hist. theol. de divinitate Spiritus sancti. Jena 1768 (Resp. Carl Wilhelm Strauss)
- Progr. super I. Corinth. XV, 22 de morte per Adam um, vita per Christum. Sectio I. Jena 1768; Sectio II. Jena 1769
- Progr. de Deo, manifestato in carne, iustificato in spiritu. Jena 1770
- Entwurf der Kirchengeschichte des alten Testaments. 1. Teil, Jena 1773; 2. Teil. Jena 1776
- Progr. hominem vera in Christum fide praeditum de sua iustificatione certum esse. Jena 1774
- Progr. Christus filius Dei proprius, per suam e mortuis resurrectionem demonstratus. Sectio I. Jena 1777; Sectio II. Jena 1778